# 宮本まさみ
宮本 まさみ（みやもと まさみ、1934年（昭和9年）9月2日 - ）とは、日本の飛込競技選手。1952年ヘルシンキオリンピックに出場した。

## 経歴
1934年9月2日、石川県金沢市に生まれる。石川県立金沢桜丘高等学校に入学後、1950年の第5回国民体育大会、1951年の全国高校選手権に出場した。1952年6月19日から行われた日本選手権では飛板飛込で104.98点を獲得し優勝、ヘルシンキオリンピックへの出場権を手にした。当時は大沢姉妹に次ぐ飛込界の新星と目された。高校3年生で迎えたヘルシンキオリンピックでは飛込競技の日本代表として参加し、飛板飛込では15位（46.88点）で予選敗退、高飛込では11位（36.24点）で予選敗退となった。高校卒業後は天理大学に進学して兵庫県丹波市に暮らし、1953年の日本選手権では飛板飛込、高飛込共に優勝した。1954年のアジア競技大会では飛込競技に出場し飛板飛込・高飛込共に優勝、1958年のアジア競技大会でも飛込競技に出場し高飛込で準優勝した。同年11月3日、北國新聞社より北国文化賞を授与された。1972年の段階では姓が矢野となっている。

## 人物
身長1.59メートル、体重50キログラムであった。